# Gömbe, Kaş
Gömbe là một thị trấn thuộc huyện Kaş, tỉnh Antalya, Thổ Nhĩ Kỳ. Dân số thời điểm năm 2011 là 1.572 người.